# Сучевень (комуна)
Сучевень, Сучевені (рум. Suceveni) — комуна у повіті Галац в Румунії. До складу комуни входять такі села (дані про населення за 2002 рік):
- Рогожень (756 осіб)
- Сучевень (1436 осіб)

Комуна розташована на відстані 230 км на північний схід від Бухареста, 64 км на північ від Галаца, 131 км на південь від Ясс.

## Населення
За даними перепису населення 2002 року у комуні проживали 2192 особи.
Національний склад населення комуни:
| Національність   | Кількість осіб | Відсоток |
| ---------------- | -------------- | -------- |
| румуни           | 2183           | 99,6%    |
| цигани           | 2              | 0,1%     |
| угорці           | 1              | < 0,1%   |
| українці         | 1              | < 0,1%   |
| росіяни-липовани | 1              | < 0,1%   |

Рідною мовою назвали:
| Мова       | Кількість осіб | Відсоток |
| ---------- | -------------- | -------- |
| румунська  | 2189           | 99,9%    |
| угорська   | 1              | < 0,1%   |
| українська | 1              | < 0,1%   |
| російська  | 1              | < 0,1%   |

Склад населення комуни за віросповіданням:
| Релігія       | Кількість осіб | Відсоток |
| ------------- | -------------- | -------- |
| православні   | 2116           | 96,5%    |
| адвентисти    | 68             | 3,1%     |
| п'ятдесятники | 4              | 0,2%     |
| римо-католики | 2              | 0,1%     |
| реформати     | 1              | < 0,1%   |
| баптисти      | 1              | < 0,1%   |